# Instrumento privado (Chile)
Instrumento privado es todo testimonio material que deja constancia de un hecho, otorgado por particulares sin la intervención de algún funcionario público en el carácter de tal.
Normalmente los instrumentos privados toman la forma de escritos, aunque las reproducciones en disco de vinilo, casete, VHS, CD o DVD y, en general, cualquier forma de reproducción de la Imagen y/o sonido también constituyen instrumentos privados.

## Situación en Chile
La regla general es que los documentos privados estén firmados por el otorgante para que tengan valor de tales, como se deduce del artículo 1701 del Código Civil el que en su inciso segundo dispone que el instrumento público nulo valdrá como instrumento privado si estuviere firmado por las partes.
Excepcionalmente no es necesario que el instrumento esté firmado en los casos que señalan los artículos 1704 y 1705 del Código Civil.
El primero de ellos alude a los asientos, registros y papeles domésticos y el segundo a las notas escritas por el acreedor a continuación, al margen o al dorso de una escritura que siempre ha estado en su poder.

## Autenticidad del instrumento privado
Artículo. 346 del Código de Procedimiento Civil
A diferencia de lo que acontece con los instrumentos públicos, como en los privados no interviene algún funcionario público que permita revestirlos de una presunción de autenticidad, es necesario que la parte que los presenta acredite la autenticidad de ellos. Es decir, el instrumento privado sólo tendrá valor una vez que sea reconocido por la parte en contra de quien se hace valer o mandado tener por reconocido por el Juez.

## Reconocimiento
El reconocimiento de un instrumento privado puede ser expreso o tácito.
Expreso: (art. 346 Nos. 1 y 2).
Este existe cuando la persona que aparece haber otorgado el instrumento privado así lo declara en el mismo proceso en que este es acompañado o en otro diverso o en un instrumento público.
Tácito:El reconocimiento tácito se produce cuando, acompañado el instrumento privado al proceso y puesto éste en conocimiento de la parte que aparece haberlo otorgado, ésta no lo objeta por falsedad o falta de integridad dentro de sexto día.
Aun cuando el Código de Procedimiento Civil no lo señala en forma expresa se entiende que el art. 346 n.º 3 se refiere a instrumentos privados que aparezcan emanados de la parte en contra de quien se presentan y no de terceros; lo anterior, por razones obvias, toda vez que la contraparte no estará normalmente en situación de saber si esos documentos que aparecen emanados de algún tercero fueron o no efectivamente otorgados por éste.
Tratándose de instrumentos privados emanados de terceros, para que ellos puedan tener algún valor es necesario que sean reconocidos expresamente en el proceso por el tercero, declarando al efecto como testigo.
Si el documento privado es acompañado junto con la demanda, el plazo para objetarlo es el mismo que el que tiene el demandado para contestar la demanda, al igual como en el caso de los instrumentos público, como lo dispone expresamente el artículo 255.
Si la contraparte objeta el documento por falsedad o falta de integridad, se generará un incidente, debiendo conferirse traslado de la objeción a la parte que presentó el documento, debiendo el Juez, al resolver la incidencia, concluir si el instrumento es auténtico o no, es decir si mando o no tenerlo por reconocido. (346 n.º 4).

## Forma como se acompaña el instrumento privado
- Emanado de un tercero:

Como se deduce de los artículos 348 inc.2.º y 795 n.º 5 del Código de Procedimiento Civil, ellos deben ser acompañados con citación de la contraparte, a fin de que ésta en el plazo de tres días formule los alcances que el documento le merezca.
- Emanado de la contraparte:

Como señalamos anteriormente, debe acompañarse bajo apercibimiento de ser tenido por reconocido si no es objetado por falsedad o falta de integridad dentro de sexto día, conforme lo señala el art. 346 n.º 3.

## Causales de impugnación
Sólo puede ser impugnado por falsedad o falta de integridad, es decir, por no haber sido otorgado en la forma y por quien se señala como otorgante y por no ser completo.
Si se objeta por alguna de las causales indicadas, se generará un incidente en el cual el juez deberá resolver si el documento es auténtico o no o si es íntegro o no.
Nota:
Es frecuente que en los procesos se objete este tipo de instrumentos por razones diferentes a las indicadas; dichas objeciones no generan un incidente ni requerirán un pronunciamiento especial del tribunal, sino que el Juez, acorde con las restantes pruebas producidas, determinará la veracidad de las declaraciones contenidas en el documento al momento de valorar la prueba rendida.

## Valor probatorio
- Emanados de la contraparte:

En caso de ser reconocido en forma expresa o tácita o mandado tener por reconocido por el Juez, tendrá el valor de escritura pública respecto de los que aparecen o se reputan haberlo suscrito y de las personas a quienes se han transferido las obligaciones y derechos de éstos (art. 1702 Código Civil).
Si el instrumento no es reconocido ni mandado tener por reconocido, éste carecerá de valor probatorio.
- Emanados de terceros:

Para que el instrumento privado otorgado por un tercero tenga valor probatorio en juicio es necesario que este tercero comparezca y declare como testigo prestando su reconocimiento a dicho instrumento. En todo caso la prueba sólo tendrá el valor de la declaración de un testigo singular.

## Fecha del instrumento privado
- Respecto de las partes:

Si el documento ha sido reconocido por la parte que lo otorgó, tendrá como fecha la que en el mismo se indica.
- Respecto de terceros (art. 1703 Código Civil).

En este caso el documento adquirirá fecha cierta en los siguientes momentos:
El día del fallecimiento de alguna de las personas que lo han firmado
- La fecha en que ha sido incorporado a un registro público en caso de protocolización del instrumento en el registro de un notario, la fecha será aquella en la cual éste fue anotado en el repertorio:

- La fecha en que conste haber sido presentado en juicio o que se haya tomado razón de él;

- La fecha en que lo haya inventariado un funcionario público competente en el carácter de tal;

## Instrumento privado autorizado ante Notario
La sola circunstancia de que en un documento privado la o las firmas de los otorgantes aparezcan autorizadas ante Notario, en general no produce otro efecto que el de contar para probar la autenticidad del mismo con un testigo abonado.

## Cotejo de letras
(art. 350-355).
- Es un medio probatorio que consiste en comparar la letra o la firma del documento privado cuestionado con la de otro documento indubitado, es decir con otro instrumento respecto del cual no exista duda que ha sido escrito o firmado por la misma persona que aparece haber escrito o firmado el controvertido.

- Este cotejo también procede tratándose de instrumentos públicos que carecen de matriz, ya que si existe matriz el cotejo se hará con aquella por funcionario que autorizó la copia, por el secretario del Tribunal u otro Ministro de fe que designe el juez.

- Tratándose de instrumentos privados, la diligencia de cotejo debe ser solicitada por la parte que lo presenta; en cambio, el cotejo de instrumentos públicos debe pedirlo la parte que objeta el que ha sido acompañado, ello por la presunción de autenticidad del instrumento público.

- Solicitado el cotejo, el Juez procederá a designar un perito y se considerarán como indubitados para esa diligencia los instrumentos que las partes de común acuerdo acepten como tales, los instrumentos públicos no tachados de apócrifos o suplantados y los instrumentos privados que haya sido reconocidos expresamente por el otorgante. Sin perjuicio del informe del perito, el Juez deberá practicar además por sí mismo el cotejo y no quedará obligado por la pericia. En todo caso, el cotejo de letras no constituye por sí solo prueba completa, pero podrá servir de base para una presunción judicial.

## Instrumentos privados especiales
Aparte de las normas que señala el Código Civil para los instrumentos privados en general, él alude en forma especial a algunas clases de ellos, al igual como lo hace el Código de Comercio; estos instrumentos privados son:
- Los asientos, registros y papeles domésticos:

Son todos aquellos apuntes, papeles o notas que una persona redacta con el objeto de dejar constancia de cualquier hecho, sea éste de carácter jurídico o doméstico que se caracteriza además por cuanto en ellos interviene sólo una persona que los firma o escribe. De acuerdo con el artículo 1704 del Código Civil, estos documentos sólo pueden ser utilizados para probar algún hecho en contra del que los ha otorgado o firmado; es decir, sólo hacen fe en contra de esa persona, pero para ello es necesario que el hecho que aparezca reconocido en los mismos se encuentre especificado claramente.
Cuando se trata de algún escrito de esta naturaleza que en parte puede perjudicar a quien lo quiere hacer valer, éste debe aceptarlo íntegramente. 
- Notas escritas o firmadas por el acreedor en una escritura:

Conforme al art. 1705 del Código Civil, la nota escrita o firmada por el acreedor a continuación, al margen o al dorso de una escritura que siempre estuvo en su poder o la efectuada en un duplicado de ésta que esté en poder del deudor, hará prueba en todo lo favorable al deudor. Sin embargo, si dichas notas contienen también aspectos desfavorables para el deudor, si éste quiere hacer valer el documento en su poder, deberá aceptarlo también en la parte que le perjudica.
Esta situación es similar a la anterior, con la salvedad que la nota escrita o firmada ha sido estampada a continuación, al margen o al dorso de una escritura y debe decir relación con el acto jurídico que esa escritura contiene.
Como documento privado, para que tenga valor probatorio, siempre debe ser reconocido o mandado tener por reconocido, conforme a lo que hemos señalado.
- Libros de comerciantes.

Las leyes exigen a los comerciantes llevar diferentes libros de orden contable, los que éstos deben mantener cumpliendo determinados requisitos. Tratándose de procesos seguidos entre comerciantes, estos libros hacen plena fe probatoria cuando han sido llevados conforme a la ley, y, si entre los libros de uno y otro comerciante existen discrepancias, el asunto deberá resolverse con el mérito de las demás pruebas rendidas (art. 35 Código de Comercio).
Si el proceso se sigue entre un comerciante y un no comerciante, los libros sólo hacen fe en contra del primero, quien no podrá aportar pruebas tendientes a demostrar algo distinto que lo indicado por los libros. En todo caso, en este evento el no comerciante que invoca los libros en su favor deberá aceptar el valor de ellos tanto en lo que le sean favorables como en lo desfavorable.